# Carl Kuntze (Komponist)
Carl Kuntze (auch: Karl Kuntze; * 17. Mai 1817 in Trier; † 7. September 1883 in Delitzsch) war ein deutscher Komponist und Musiker.
Er studierte Musik bei August Mühling am Domseminar in Magdeburg, danach in Berlin bei August Wilhelm Bach, Adolf Bernhard Marx und Carl Friedrich Rungenhagen. Später wirkte er als Kantor und Organist in Pritzwalk und Aschersleben, ab 1873 dann schließlich als Seminarmusiklehrer in Delitzsch.
Er komponierte zumeist komische Chorlieder, Terzette und Duette, aber auch einige größere Werke für Chor und Orchester (ein achtstimmiges „Ave Maria“; Psalmen) und Männerchöre.